# 禮物登記
禮物登記（英語：gift registry）是在一些西方國家流行的一種願望清單（英語：wish list）。通常，當收禮物者想收到一些她想要的禮物時，她可以向有提供此服務的百貨公司從該店販售的商品中登記想要的禮物，並告知她的親朋好友，送禮者便可以透過百貨公司下單購買禮品。

## 目的
禮物登記服務可以達到以下幾個目的：
1. 禮物登記能幫助送禮物者和收禮物者之間的溝通。收禮物者可以設立一個禮物登記，並分享給任何會送禮物給她的朋友們，因此送禮物者就能肯定所購買的禮物都是收禮物者喜歡的。
2. 一個有效的禮物登記可以幫助防止不同的送禮物者送上相同或重覆的禮物。每當一件禮物被購買以後，該件禮物都會從禮物登記上被移除。
3. 禮物登記可以讓收禮物者知道哪位朋友買了哪一份禮物，同時又可以帶來驚喜。
4. 禮物登記可以為商戶帶來益處，因為它可以吸引更多顧客購買商戶所出售的產品。

## 例子
- 其中一個常會設立禮物登記的特別日子是結婚或婚禮。新婚夫婦可以設立他們的禮物登記並分享給親朋好友，所以各位賓客便知道可以買哪些禮物給這對新婚夫婦。
- 在外國，不同百貨公司如 Williams-Sonoma, Pottery Barn, J. C. Penney, Wal-Mart, Target,  Fred Meyer 和 Shopko 都有提供禮物登記服務。
- 網上禮物登記現在正開始流行，慢慢取代由某一商店所提供的服務。這是因為禮物登記網能夠讓用戶更方便靈活地加入禮物，網上購買和在社交網絡上分享。